# Радуч
Ра̀дуч (на полски: Raducz) е село в Централна Полша, Лодзко войводство, Скерневички окръг, община Нови Кавенчин. Разположено е между градовете Рава Мазовска и Скерневице, край река Равка. По данни от 2005 година има около 35 жители.